# 黄管秦艽
黄管秦艽（学名：[Gentiana officinalis] 错误：{{Lang}}：文本有斜体标记（帮助））为龙胆科龙胆属的植物，是中国的特有植物。分布在中国大陆的青海、四川、甘肃等地，生长于海拔2,300米至4,200米的地区，多生于高山草甸、灌丛中、山坡草地、河滩以及地边，目前尚未由人工引种栽培。

## 别名
解吉那保（藏族名）

## 外部連結
- 龍膽苦苷 Gentiopicroside（页面存档备份，存于） 中草藥化學圖像數據庫 (香港浸會大學中醫藥學院) （中文）（英文）